# Janar Talts
Janar Talts, né le 7 avril 1983, à Tallinn, en République socialiste soviétique d'Estonie, est un joueur estonien de basket-ball. Il évolue au poste de pivot.

## Palmarès
- Champion d'Estonie 2008, 2010, 2015
- Coupe d'Estonie 2009, 2010, 2013, 2014
- Ligue baltique 2010
- Champion d'Allemagne 2006
- Coupe d'Allemagne 2005, 2007
- MVP du championnat d'Estonie 2015
- MVP des finales championnat d'Estonie 2010
- MVP de la coupe d'Estonie 2014
- Meilleur défenseur du championnat d'Estonie 2008, 2015